# 세계 자전거 경기 선수권 대회
세계 자전거 경기 선수권 대회(영어: UCI World Championships)는 국제 자전거 경기 연합(UCI) 주최로 자전거 경기 선수 중 우승자를 가리는 대회다. 매년 열리며, 조별 단위가 아닌 국가 대항전으로 구성한다.
세계 선수권 대회 우승자는 세계 자전거 경기 우승자로 간주되어 금메달을 받고, 그 해 동안 무지개 저지를 입을 권리를 얻는다. 대회는 남자, 여자, 청소년과 일반부로 종목 구분해서 열린다.
- 세계 도로 자전거 경기 선수권 대회
- 세계 경주로 자전거 경기 선수권 대회
- 세계 산악 트라이얼 자전거 경기 선수권 대회
- 세계 산악 자전거 마라톤 경기 선수권 대회
- 세계 사이클로크로스 경기 선수권 대회
- 세계 BMX 경기 선수권 대회
- 세계 실내 자전거 경기 선수권 대회
- 세계 장애인 도로 자전거 경기 선수권 대회
- 세계 장애인 경주로 자전거 경기 선수권 대회